# Laurent Marqueste
Laurent-Honoré Marqueste est un sculpteur français né le 12 juin 1848 à Toulouse et mort le 5 avril 1920 à Paris (14e arrondissement).

## Biographie
Laurent-Honoré Marqueste est un sculpteur français né le 12 juin 1848 à Toulouse, au no 7 rue Vélane.
Laurent Marqueste a étudié auprès d’Alexandre Falguière, sculpteur toulousain considéré comme l'une des figures majeures de la sculpture réaliste française au XIXe siècle, et est largement influencée par les œuvres classiques. Marqueste sera aussi l'élève de François Jouffroy, ancien lauréat du prix de Rome et nommé en 1863, professeur à l'École des beaux-arts de Paris. Marqueste obtint le prix de Rome en 1871 avec son bas-relief La Flagellation de Jésus et est reçu comme pensionnaire à la villa Médicis à Rome de 1872 à 1875.
Il commence à exposer au Salon des artistes français pour la première fois en 1874 et il en reste un fidèle exposant. Jacob et l'Ange, un bas-relief en plâtre, est la première œuvre qu'il expose qui lui vaut une médaille de troisième classe. En 1876, il reçoit une médaille de première classe pour Persée et la Gorgone et en 1878, il obtient une médaille de deuxième classe à l'Exposition universelle à Paris.
En 1884, il reçoit les insignes de chevalier de la Légion d'honneur et est successivement promu officier puis commandant. Enfin, Laurent Marqueste reçoit la médaille d’or de l’Exposition universelle de Paris de 1889 et le grand prix de l’Exposition universelle de 1900.
Membre du groupe des Florentins avec Alexandre Falguière, Antonin Mercié, Paul Dubois et Henri Chapu, il enseigne à partir de 1893 à l'École des beaux-arts de Paris, ou il est professeur, entre autres, de la classe de jeunes filles, où il eut Raymonde Martin (1887-1977) parmi ses élèves. Le 26 mai 1894, il est élu à l'Académie des Beaux-Arts.
La renommée qu'il acquiert lui permet d'obtenir de nombreuses commandes de la Ville de Paris comme pour le jardin des Tuileries, le palais du Luxembourg, le pont Alexandre-III, l'amenant à réaliser des allégories, des groupes mythologiques et des portraits historiques.
Laurent Marqueste est le gendre de l'écrivain et journaliste, Léon Bienvenu dit Touchatout.
Laurent Marqueste meurt le 5 avril 1920 à Paris.

## Œuvres dans les collections publiques

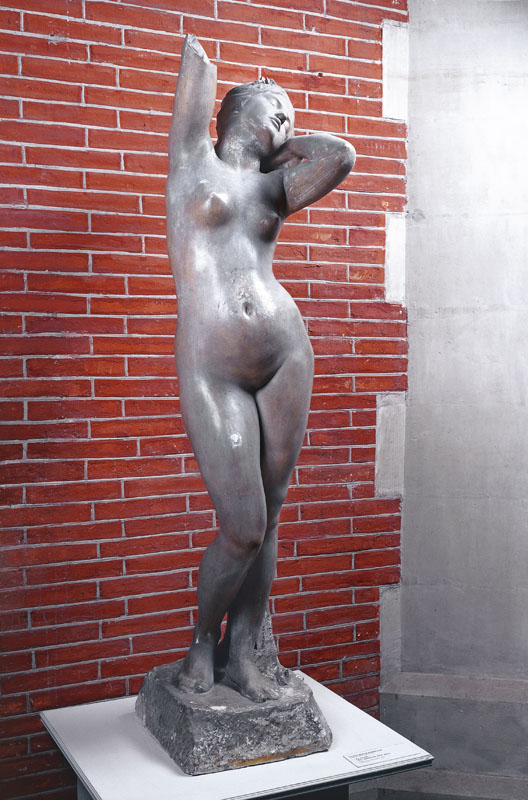
Le Réveil, Toulouse, musée des Augustins.

- Barbizon, cimetière : Camille Adrien Paris (1834-1901), bas-relief en bronze ornant la tombe du peintre.
- Persée et la Gorgone
  - L'Isle-Adam, angle rue Mellet / place du Pâtis, monument à Jules Dupré, buste en bronze dont le marbre original est conservé au musée d'Art et d'Histoire Louis-Senlecq de la ville[10].
  - Lyon, musée des Beaux-Arts : groupe en marbre de 1890
  - Copenhague, Ny Carlsberg Glyptotek : groupe en marbre de 1903
  - Toulouse, musée des Augustins : groupe en plâtre de 1887
  - Niort, place de la Brèche, jardin anglais : groupe en bronze, envoyé à la fonte sous le régime de Vichy[11].
- Boulogne-sur-Mer
  - Cimetière : Tombe du poète Auguste Angellier
  - Place de la Résistance : Monument d'Auguste Angellier
- Paris :
  - Bibliothèque nationale de France, site Richelieu : Jacques Auguste de Thou, buste en marbre.
  - cimetière du Père-Lachaise : Tombeau d'Alexandre Falguière, 1900.
  - jardin du Luxembourg : Monument à Ferdinand Fabre, 1880, groupe en pierre.
  - jardin des Tuileries :
    - Monument à Waldeck-Rousseau, 1910, groupe en marbre ;
    - Le Centaure Nessus enlevant Déjanire, 1892, groupe en marbre.

  - musée d'Orsay : Cupidon, 1883, statue en marbre.
  - Petit Palais : L'Art, 1880, statue en plâtre, 220 × 125 × 105 cm[12].
  - place de l'Hôtel-de-Ville : L'Art, 1887, statue en bronze[13]
    - jardin des Combattants-de-la-Nueve, Statue équestre d'Étienne Marcel, 1888, statue équestre en bronze, commencée par Jean-Antoine-Marie Idrac et terminée par Laurent Marqueste[14].

  - pont Alexandre-III, base du pylône rive gauche, aval : La France de Louis XIV, 1900, statue en pierre.
  - Sorbonne, cour d'honneur : Victor Hugo, 1901, statue en marbre.
  - square Barye : Monument à Barye, 1894, marbre.
- Rennes, musée des Beaux-Arts : Édouard Toudouze, portrait en médaillon.
- Toulouse
  - musée des Augustins[15] :
    - Velleda, vers 1877, statue en marbre ;
    - Cupidon, 1882, statue en plâtre ;
    - Le Printemps, 1889, statue en marbre.
    - Persée et la Gorgone : groupe en plâtre de 1887

  - Capitole
    - Aphrodite, 1905, statue en marbre.

  - Pontacq, Pyrénées-Atlantiques, statue, 1892, du général-baron Joseph Barbanègre, 1772-1830.

## Récompenses
- 1871 : prix de Rome.
- 1874 : médaille de 3e classe au Salon.
- 1876 : médaille de 1re classe au Salon.
- 1878 : médaille de 2e classe de l'Exposition universelle.
- 1889 : médaille d'or de l'Exposition universelle.
- 1900 : grand prix de l'Exposition universelle.

## Distinctions
- Chevalier de la Légion d'honneur au titre du ministre de l'Instruction publique et des Beaux-arts (décret du 31 décembre 1884), parrainé par Jean-Joseph Benjamin-Constant.
- Officier de la Légion d'honneur au titre du ministre de l'Instruction publique (décret du 3 avril 1894), parrainé par Alexandre Falguière.
- Commandeur de la Légion d'honneur au titre du ministre de l'Instruction publique et des Beaux-arts (décret du 5 avril 1903), parrainé par Léon Bonnat[16].

## Élèves
- Eugène Bénet (1863-1942)
- Clarisse Lévy-Kinsbourg (1896-1959)[17]
- Charles Louis Malric (1872-1942)
- Raymonde Martin (1887-1977)
- Renée de Vériane (1865-1947)
- Anna Quinquaud (1890-1984)
- Fanny Rozet (1881-1958)
- François-Louis Virieux (1877-1912)

## Galerie

Œuvres de Laurent Marqueste
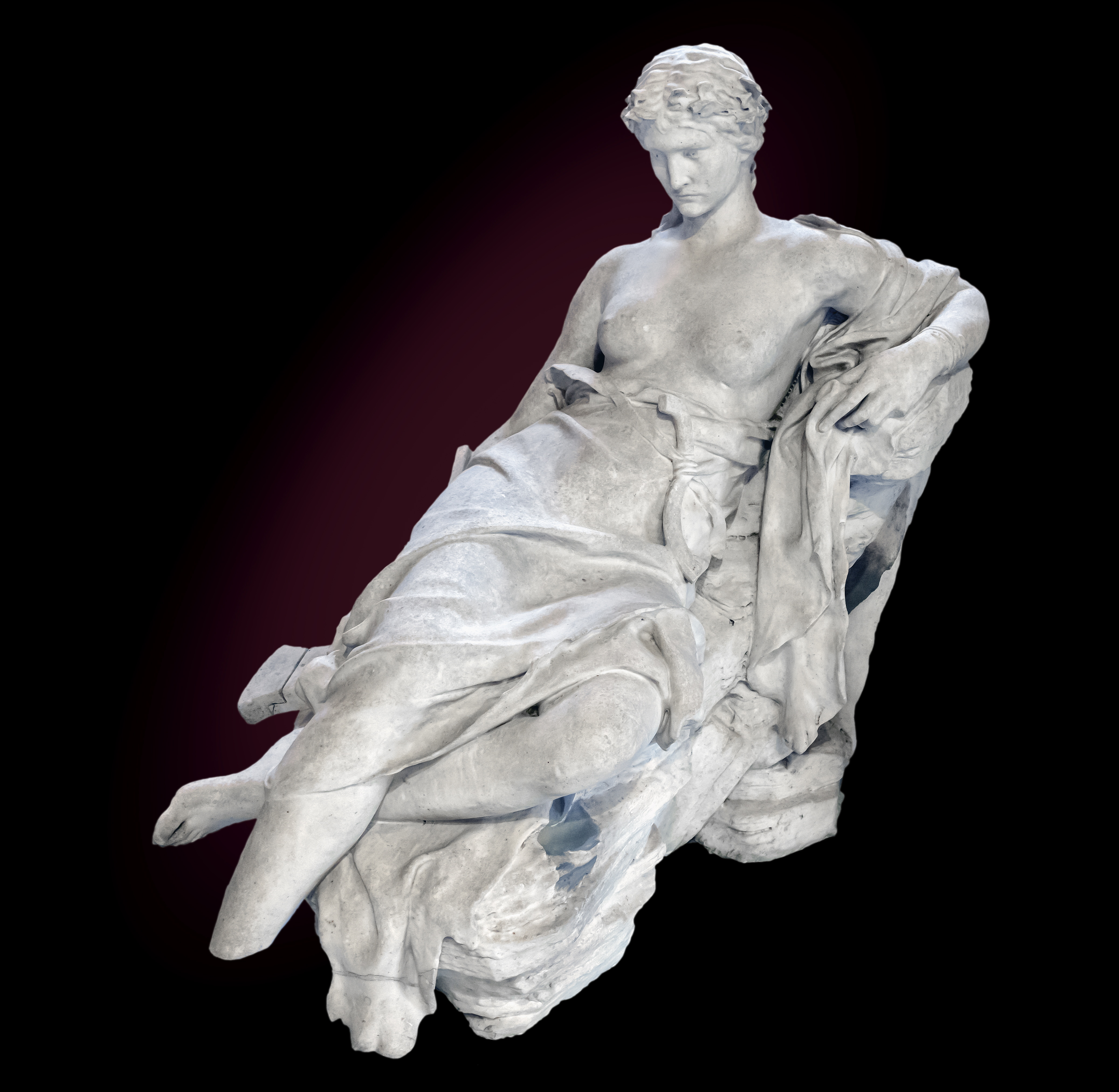
Velleda (vers 1877), Toulouse, musée des Augustins.
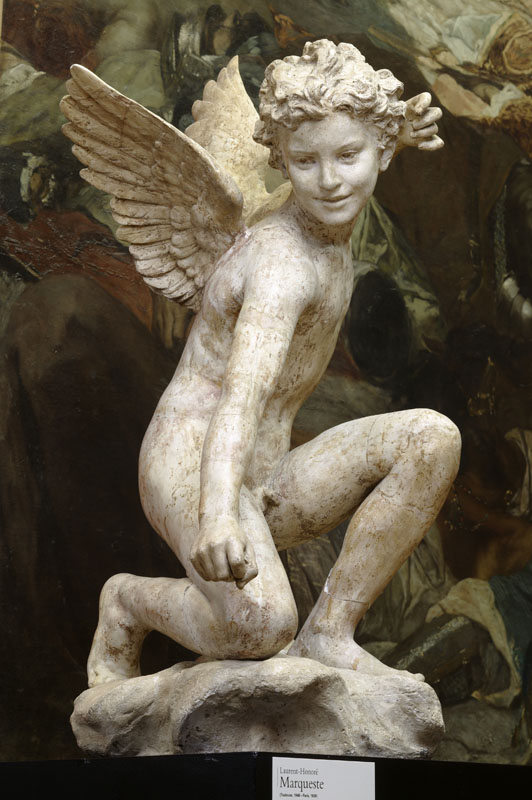
Cupidon (1882), Toulouse, musée des Augustins.
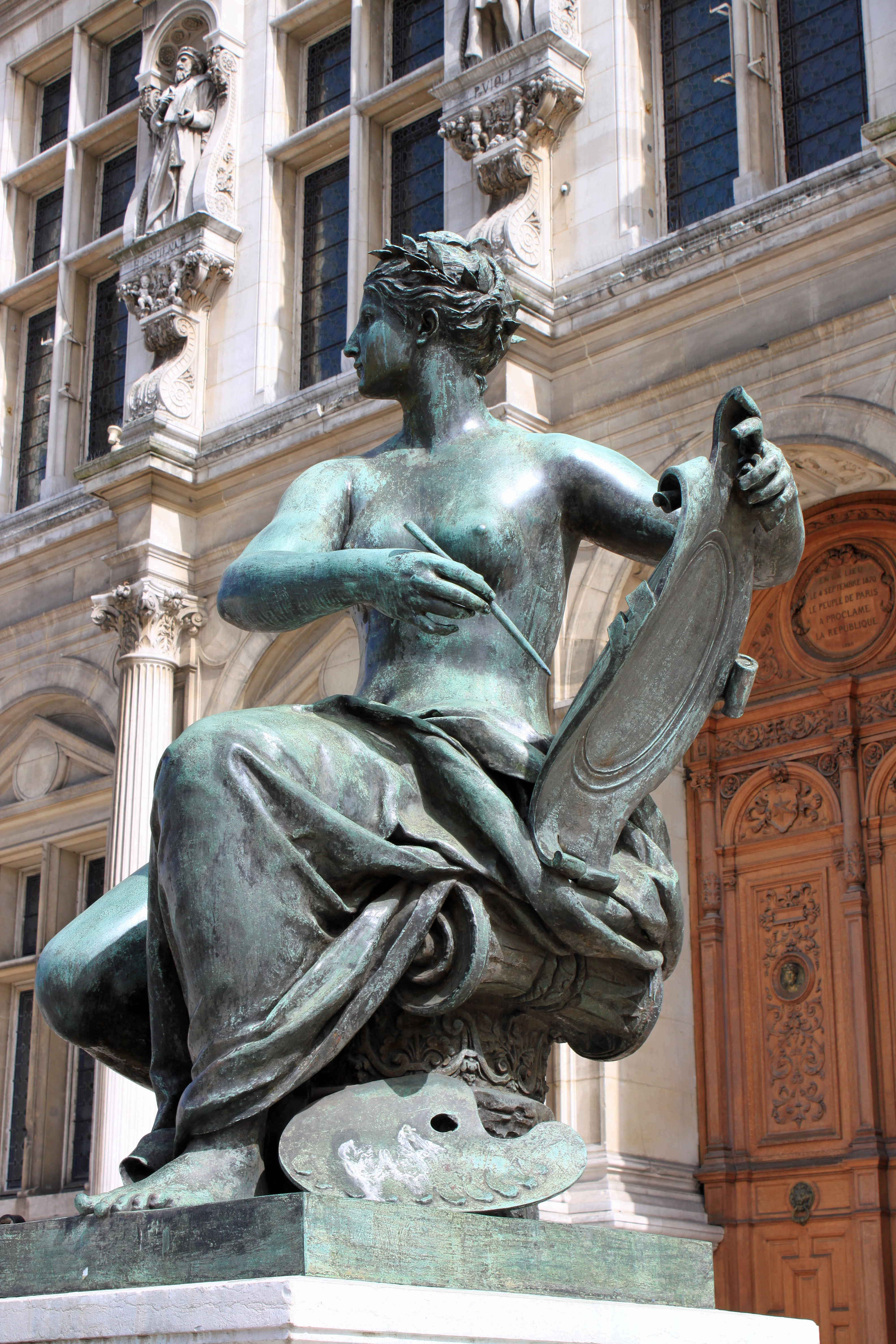
L'Art (1887), Paris, place de l'Hôtel-de-Ville.
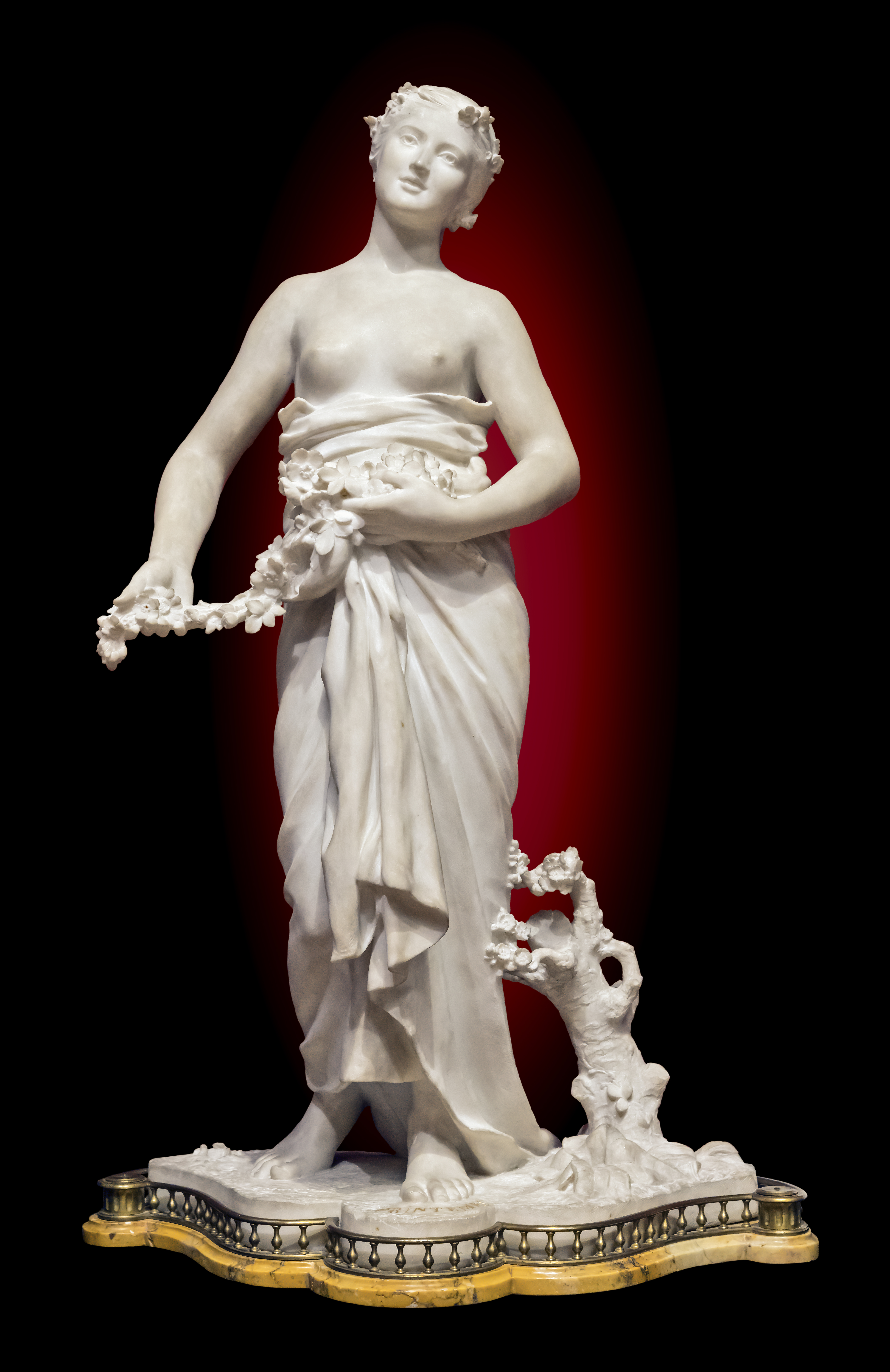
Le Printemps (1889), Toulouse, musée des Augustins.
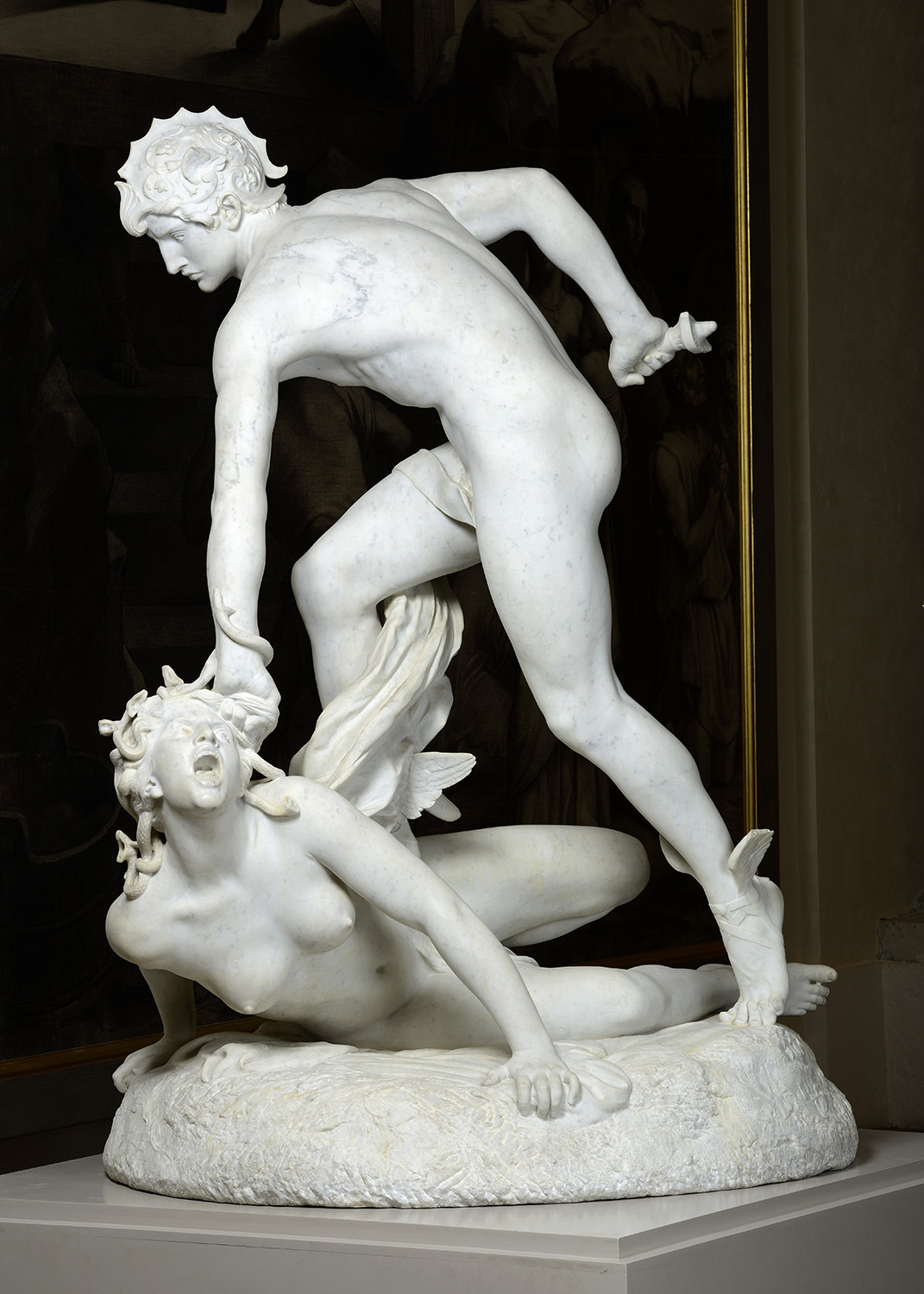
Persée et la Gorgone (1875-1903), marbre du musée des beaux-arts de Lyon.
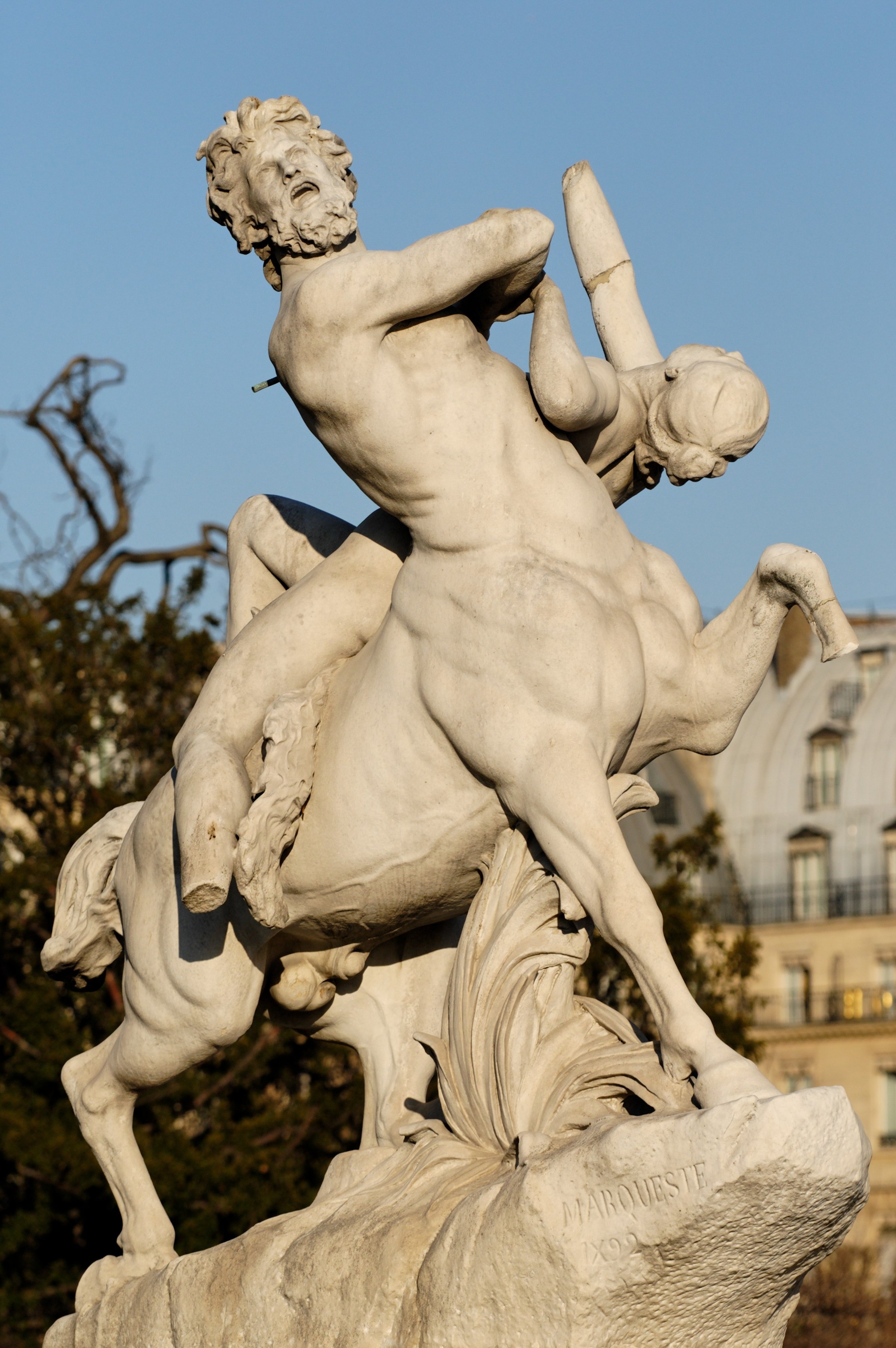
Le Centaure Nessus enlevant Déjanire (1892), Paris, jardin des Tuileries.
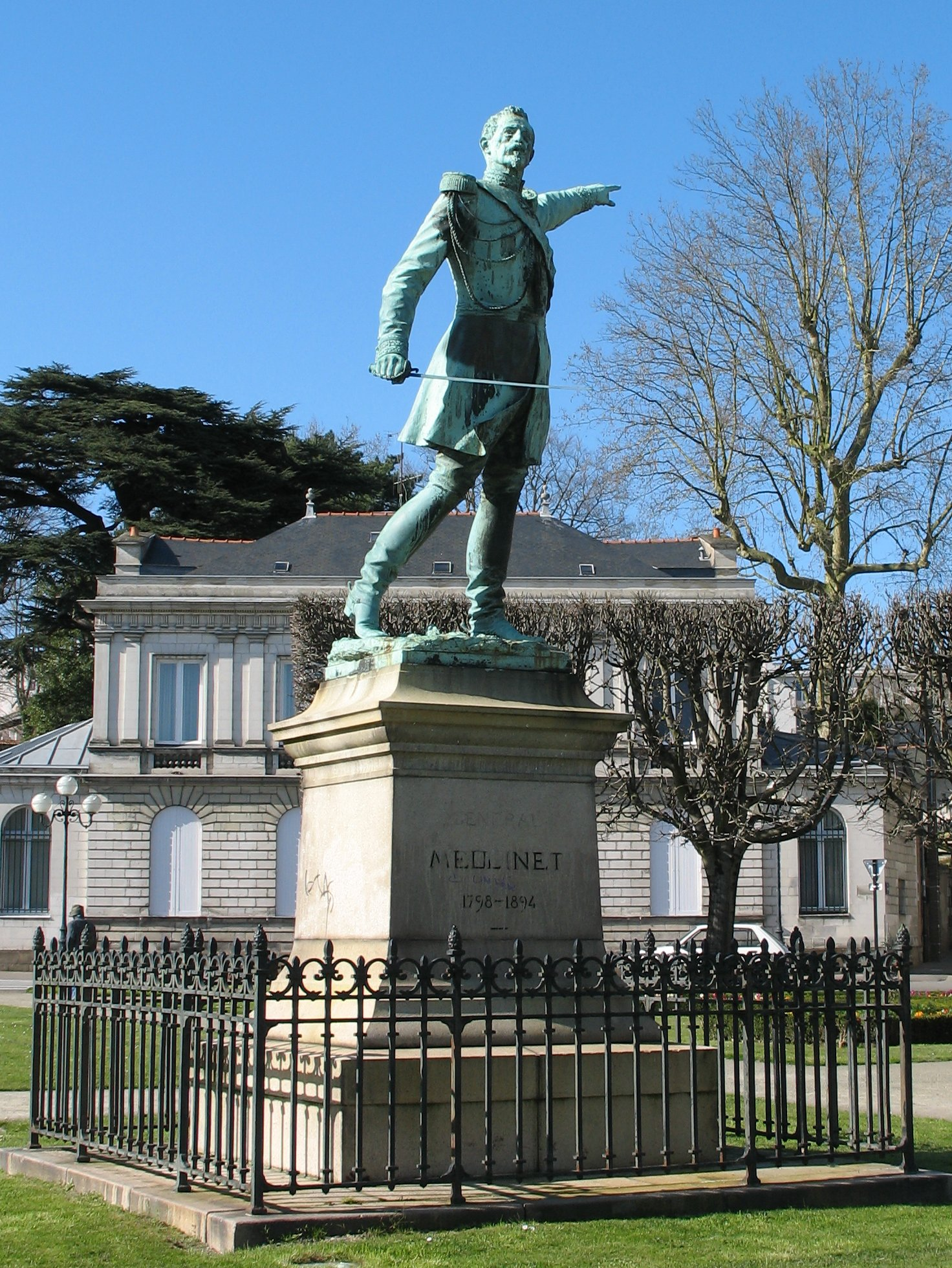
Monument au genéral Mellinet (1898), Nantes.
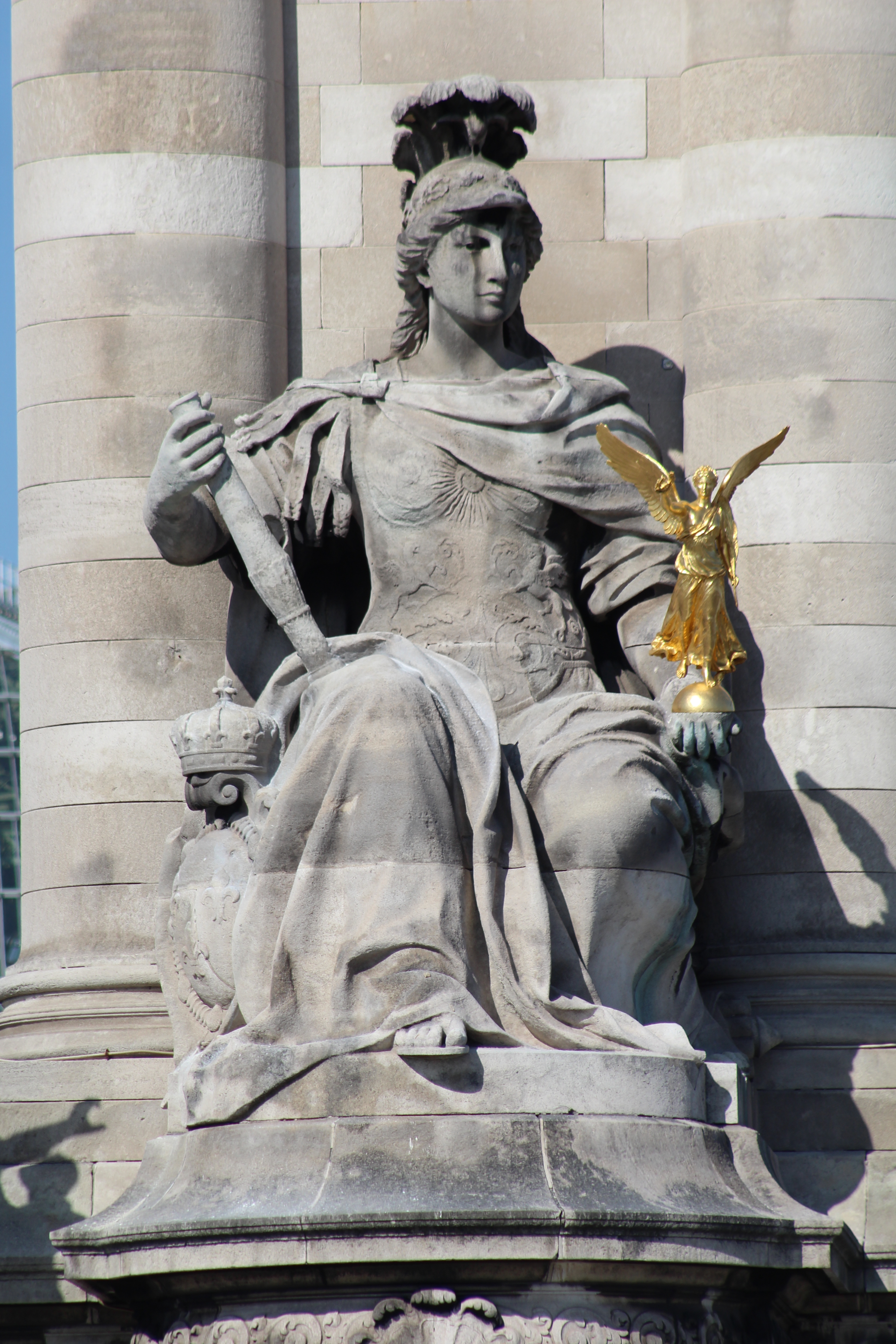
La France de Louis XIV (1900), Paris, pont Alexandre-III.
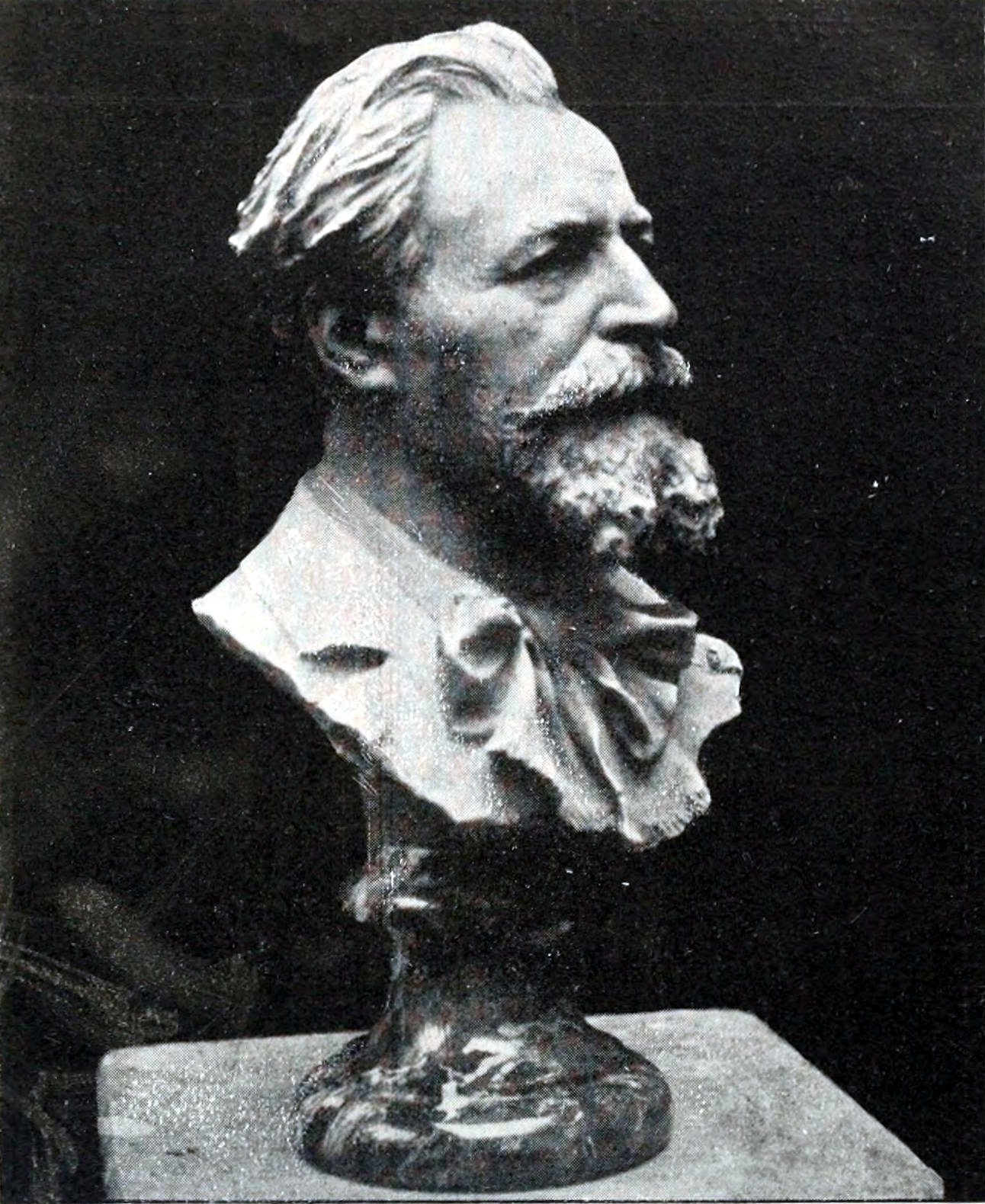
Portrait de M. Colonne (Salon de 1900).
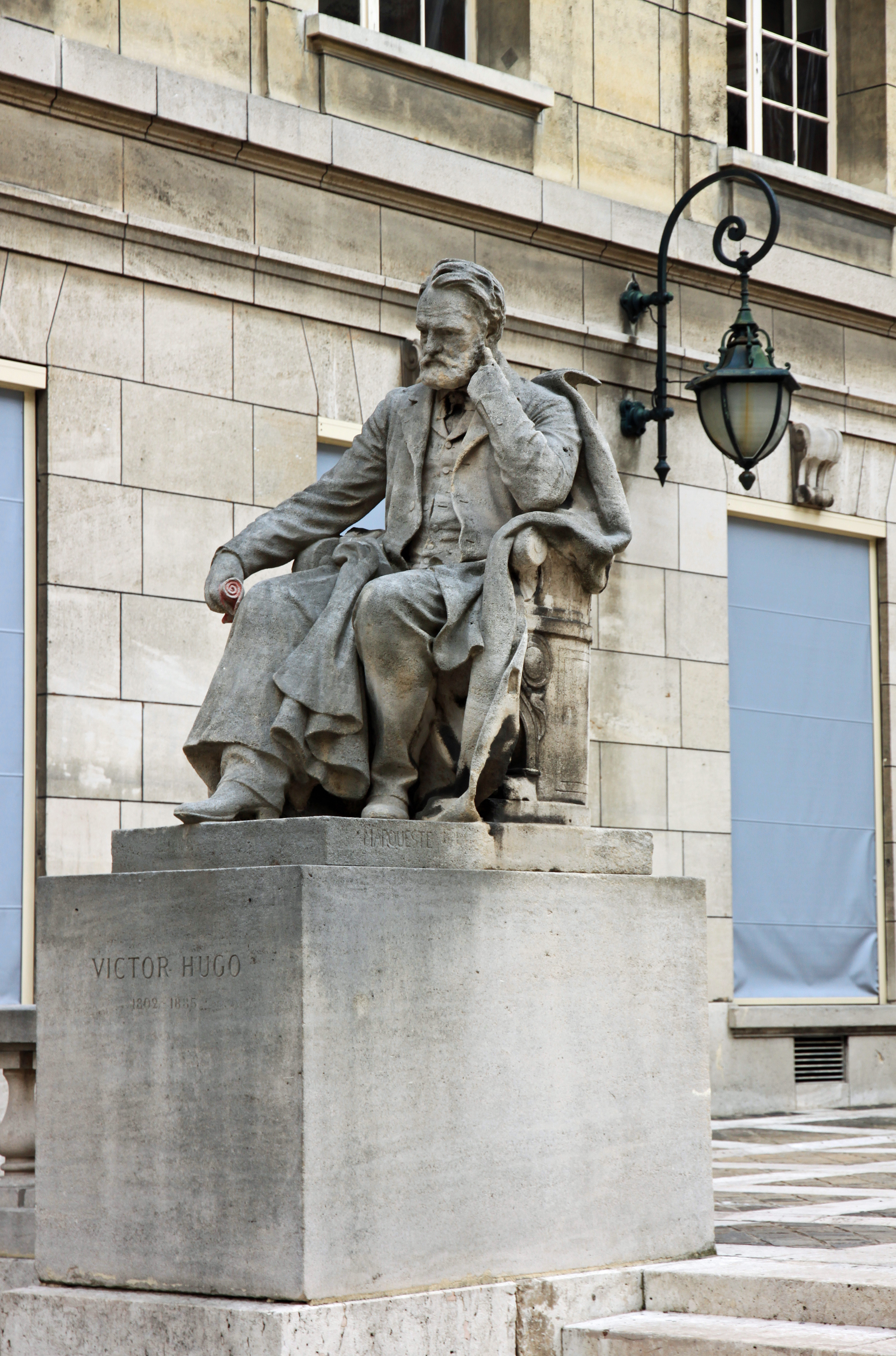
Victor Hugo (1901), Paris, Sorbonne.
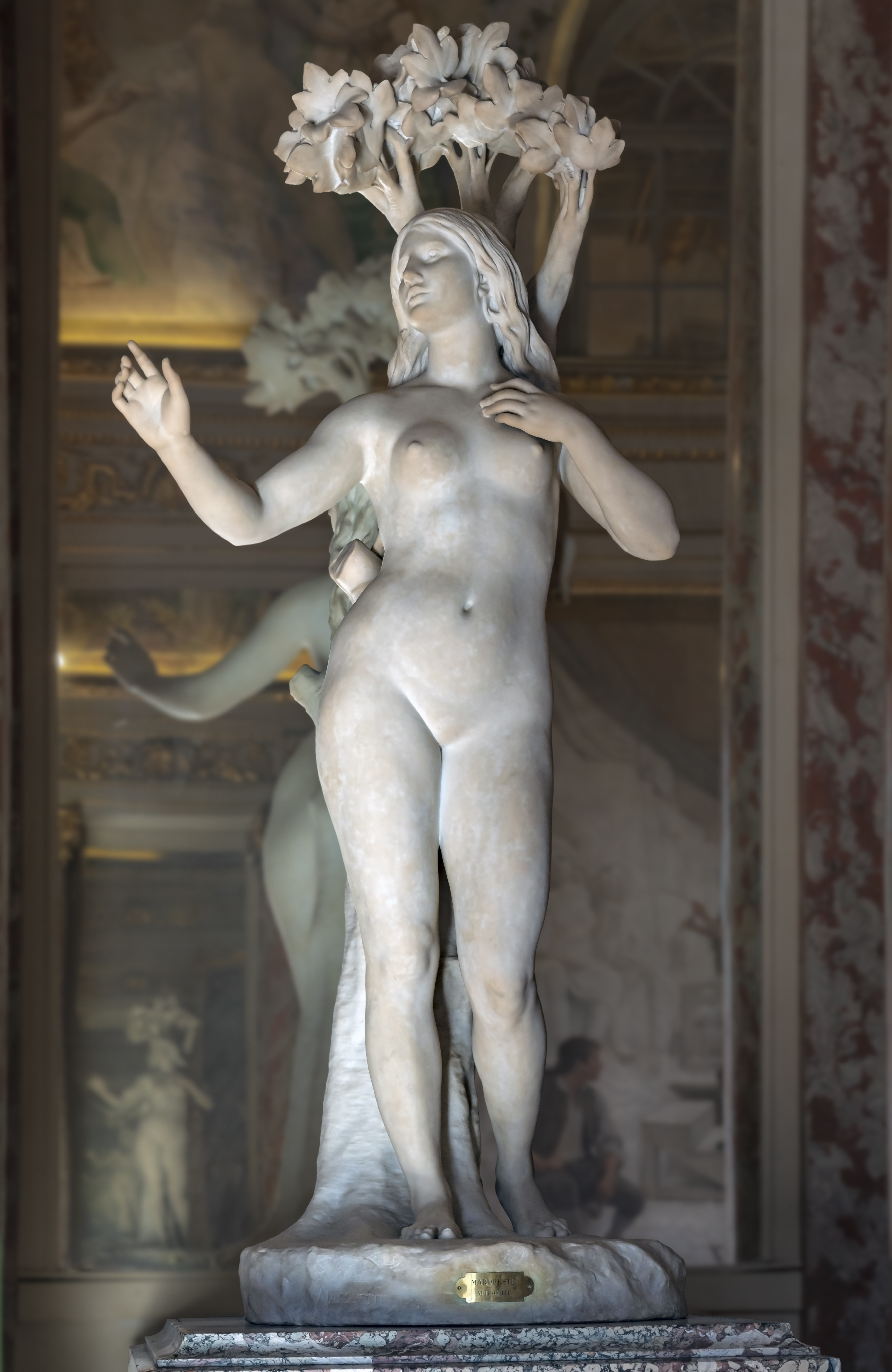
Aphrodite (1905) Toulouse - Salle des Illustres
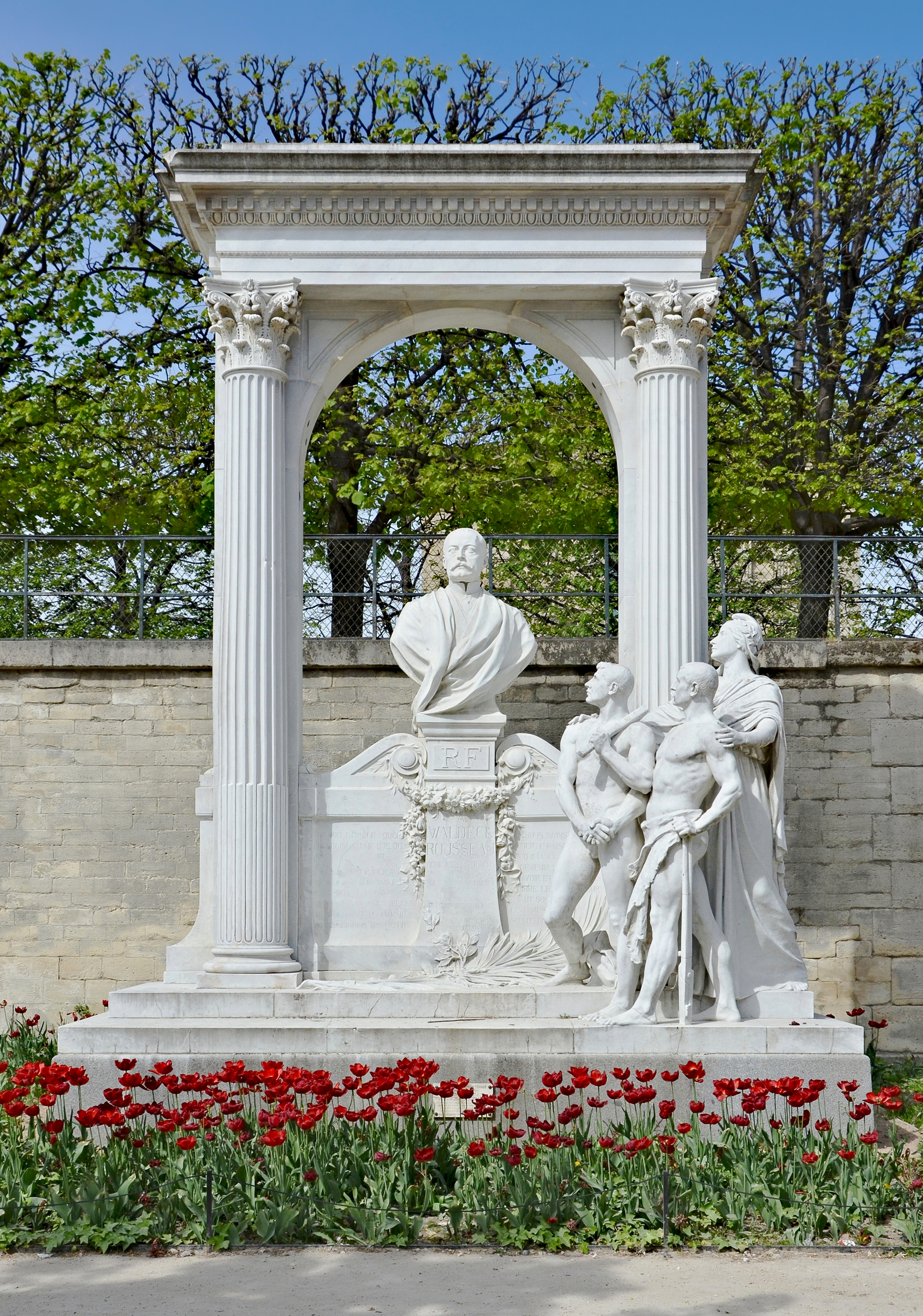
Monument à Waldeck-Rousseau (1910), Paris, jardin des Tuileries.